# Cubo con asas
En la matemática, en la rama de la topología geométrica, un cubo con asas es un tipo particular de variedad topológica. Los cubos con asas son frecuentemente usados para estudiar a las 3-variedades, aunque pueden ser definidos en dimensiones arbitrarias.

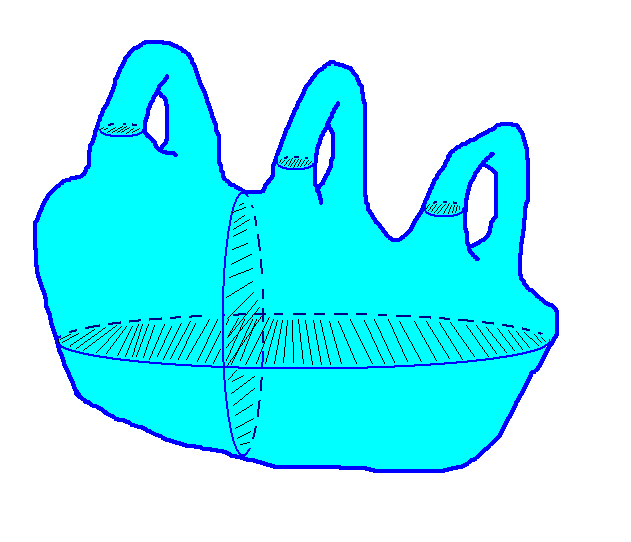
Cubo con asas de género tres con algunos discos propiamente encajados. Note que quitar algunos de ellos no desconecta al cuerpo. ¿Cuántos discos propiamente encajados en el cubo con asas se pueden quitar para dejar sólo una 3-bola?

## Definición general
Sea G un grafo finito y conexo en un espacio euclídeo de dimensión n. Sea V una vecindad regular cerrada de G. Entonces V is un cubo con asas n-dimensional. Al grafo G se le llama la espina del cubo con asas.

## Ejemplos
Note que al pegar una 1-asa a una 3-bola se obtiene un toro sólido.

## Más conceptos
Se llama género del cubo con asas al género de la superficie frontera del cubo con asas.

## Propiedades
Cualquiera dos cubos con asas que tiene como frontera una superficie del mismo género son homeomorfos. 
Se puede demostrar que cualquier 3-variedad orientable se puede construir a partir de dos cubos con asas del mismo género {\displaystyle H_{1},\ H_{2}}
pegándolos por su frontera mediante una identificación de las superficies frontera, i.e. mediante un homeomorfismo{\displaystyle f\colon \partial H_{1}\to \partial H_{2}} y así la tres variedad se puede ver como el espacio cociente
{\displaystyle M=H_{1}\cup _{f}H_{2}}. Esta es la célebre descomposición de Heegaard de la 3-variedad.

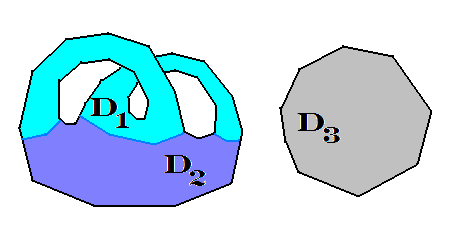
tres discos que cortan a un toro

En 1987 fue demostrado que también las 3-variedades no orientables se pueden descomponer en tres cubos con asas orientables. Ejemplos sencillos de esto se pueden visualizar cuando entendemos que cualquier superficie cerrada, F, se puede descomponer en tres discos
{\displaystyle F=D_{1}\cup D_{2}\cup D_{3}}
pegados por arcos de su frontera (en particular las no orientables) y haciendo el producto cartesiano con la 1-esfera, uno obtiene tres toros sólidos que descomponen a la tres variedad {\displaystyle F\times S^{1}},
es:
{\displaystyle F\times S^{1}=(D_{1}\times S^{1})\cup (D_{2}\times S^{1})\cup (D_{3}\times S^{1})}.
Un cubo con asas tiene la propiedad de tener grupo fundamental; {\displaystyle \pi _{1}(H)}, igual a la del grafo que lo génera: {\displaystyle \pi _{1}(H)=F_{n}}, que es el grupo libre de orden n.